# Carnoët
Carnoët (Karnoed in bretone) è un comune francese di 770 abitanti situato nel dipartimento delle Côtes-d'Armor nella regione della Bretagna.

## Società

### Evoluzione demografica
Abitanti censiti